# Шарлін Лабонте
Шарлі́н Лабонте́ (фр. Charline Labonté; 15 жовтня 1982 року, Грінфілд-Парк, Квебек, Канада) — канадська хокеїстка. Триразова Олімпійська чемпіонка (2006, 2010, 2014), дворазова чемпіонка світу (2007, 2012), чотириразова віце-чемпіонка світу (2005, 2008, 2009, 2011).

## Особисте життя
У червні 2014 року публічно зробила камінг-аут як лесбійка.